# Westwood Village Memorial Park Cemetery
Pierce Brothers Westwood Village Memorial Park Cemetery, jak zní původní a kompletní název, je hřbitov v západní části Los Angeles založený v roce 1905. Hřbitov nacházející se pod č. p. 1218 na Glendon Avenue ve Westwoodu je místem posledního odpočinku řady známých osobností ze zábavního průmyslu, například Marilyn Monroe.

## Historie
Hřbitov zřídil v roce 1905 stát Kalifornie jako Sunset Cemetery na základě několika hrobů pocházejících z 80. let 19. století, které již v dané lokalitě existovaly. Roku 1926 pak byl hřbitov přejmenován na Westwood Memorial Park Cemetery.
V roce 1961 byla v zadní jižní části hřbitova vybudována dřevěná kaple, která tak architektonicky doplnila zahradní ráz hřbitova. Westwood Village Memorial Park Cemetery se původně rozprostíral na 2,72 ha, ale v 50. a 60. letech byly části pozemku zabrány developerskými společnostmi. To způsobilo, že v okolí hřbitova byla vystavěna řada bank a průmyslových budov.
V roce 1991 se hřbitov dostal díky koupi společnosti "Service International Corporation" do sítě institucí Dignity Memorial Network, čímž si v listopadu roku 2002 vysloužil označení historicko-kulturní památka nesoucí č. 731 a spadající do kulturního dědictví města Los Angeles.
Součástí hřbitova je nejen zmíněná kaple, ale také krypta "Sanctuary of Prayer Mausoleum", kde se provádějí kremace a která tvoří jakousi hradbu hřbitova vedle vstupu do něj a chrání jej tak i před vnějším hlukem z ulice.

## Současnost
Hřbitov je dnes zejména cílem turistů, neboť zde odpočívá mnoho osobností nejen ze zábavního průmyslu, ačkoliv je na poměry Los Angeles skutečně malým hřbitovem. Přesto je zde poměrně vysoká koncentrace hrobů největších hvězd stříbrného plátna, a nejen jich.

## Marilyn Monroe

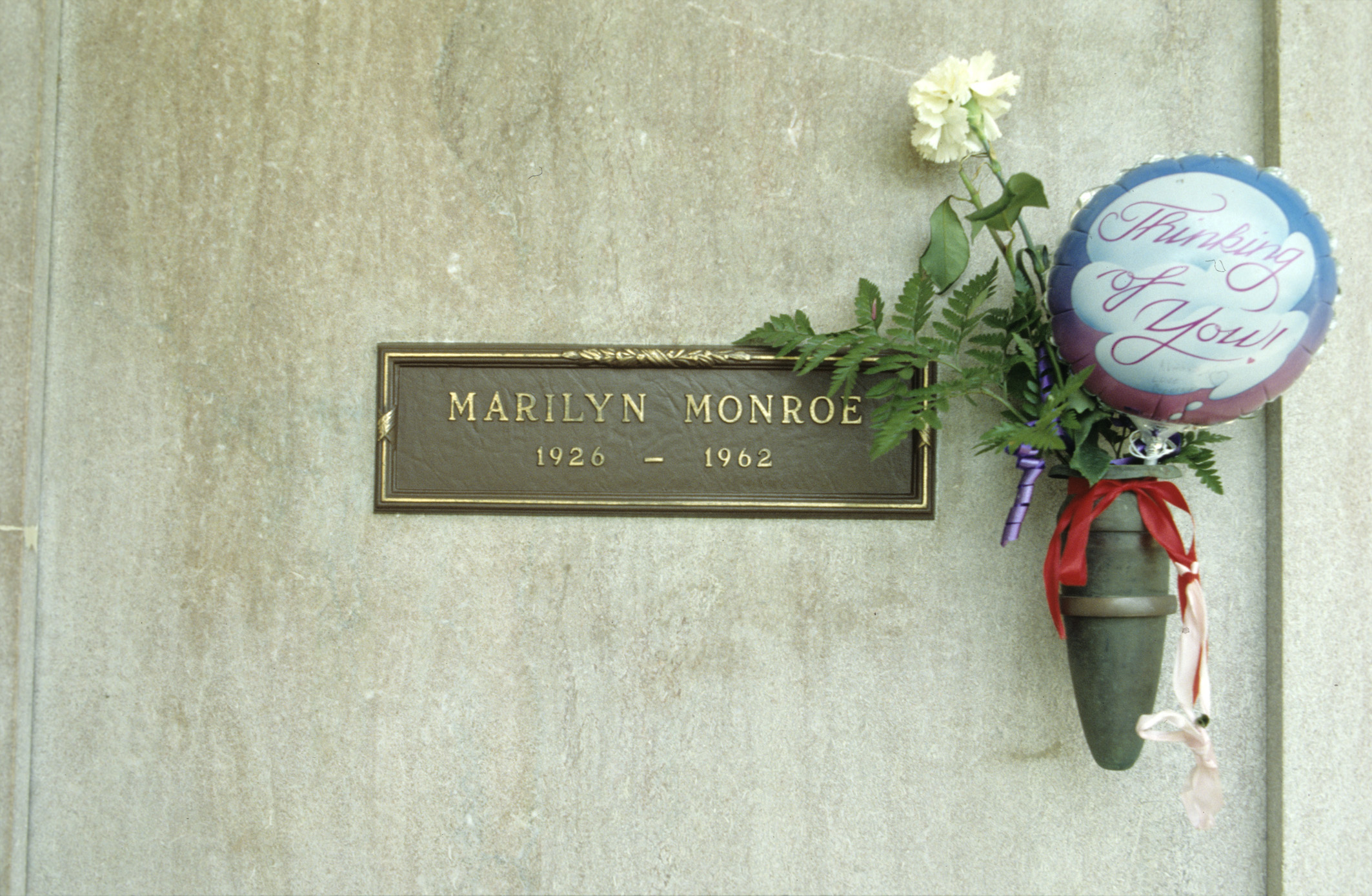
Krypta Marilyn Monroe

V srpnu 1962 zde byla vůbec jako první celebrita pohřbena herečka Marilyn Monroe. Její krypta se nachází v severní části hřbitova nazvané Corridor of Memories a kryt z růžového mramoru nese pouze štítek s prostým nápisem Marilyn Monroe 1926-1962. Od její smrti byl štítek a mramorový kryt již několikrát vyměněn, neboť sběratelé a fanoušci ve snaze odnést si vzpomínku, štítek opakovaně poškodili.
Když se v roce 1954 provdala za slavného baseballistu Joe DiMaggia, zakoupil Maggio na hřbitově krypty dvě, aby mohli být pohřbeni vedle sebe - odpočívala zde totiž Grace Goddard, Marilynina opatrovatelka a Marilynina teta Ana Lower. Po rozvodu s Marilyn však svou kryptu prodal milionáři Richardu Poncherovi, který je zde skutečně pohřben a jeho manželka se později snažila svou kryptu, která je dosud prázdná a spočívá těsně vedle krypty Marilyn, prodat a vydražit.
Přání odpočívat vedle božské Marilyn Monroe projevil také Hugh Hefner, zakladatel magazínu Playboy, jehož byla MM v roce 1953 první playmate a kryptu si tam roku 1992 zakoupil.
Totéž přání jako velice mladinká vyslovila začínající herečka Darbi Winters. Krátce po smrti Marilyn Monroe však byla Darbi zavražděna svým otčímem. Její krypta je vpravo nahoře od krypty MM.
Po Marilyn se hřbitov stal nejen poutním místem pro její fanoušky, ale i místem posledního odpočinku jiných celebrit. Mimo jiné zde odpočívá tragicky zesnulá herečka Natalie Wood, zpěvák a herec Dean Martin, spisovatel Truman Capote, zpěvák Roy Orbison, herci Jack Lemmon a jeho "velký kámoš" Walter Matthau, režisér Billy Wilder aj. Posledními celebritami, jež zde našly místo posledního spočinutí, byla herečka Farrah Fawcett v roce 2009 a legendární představitel detektiva Columba Peter Falk pak o dva roky později.

## A
- Eddie Albert (1906–2005), herec

## B
- Robert Bloch (1917–1994), spisovatel
- Ray Bradbury (1920 - 2012), esejista,básník
- Les Brown (1912–2001), kapelník
- Clarence Sinclair Bull (1896–1979), fotograf

## C
- Sammy Cahn (1913–1993), skladatel
- Truman Capote (1924–1984), spisovatel, novinář
- Harry Carey, Jr. (1921–2012), herec
- John Cassavetes (1929–1989), herec, scenárista, režisér, producent
- James Coburn (1928–2002), herec
- Jackie Collins (1937–2015), spisovatelka
- Ray Conniff (1916–2002), muzikant
- Tim Conway (1933–2019), komik, herec a zpěvák
- Ian Copeland (1949–2006), hudební promotér
- Alexander Courage (1919–2008), komponista

## D
- Rodney Dangerfield (1921–2004), komediální herec
- Will Durant (1885–1981), historik, nositel Pulitzerovy ceny

## F
- Peter Falk (1927-2011), herec
- Farrah Fawcett (1947–2009), herečka

## G
- Jane Greer (1924–2001), herečka

## H
- Armand Hammer (1898–1990), ropný magnát, sběratel umění
- Hugh Hefner (1926-2017), zakladatel magazínu Playboy; r.1992, 30 let po smrti své múzy a první playmate jeho magazínu herečky Marilyn Monroe, si zakoupil kryptu těsně vedle její a byl zde v r.2017 pohřben
- Mark R. Hughes (1956–2000), zakladatel Herbalifu

## K
- Stan Kenton (1911–1979), kapelní mistr
- Don Knotts (1924–2006), komediální herec

## L
- Burt Lancaster (1913–1994), herec
- Peggy Lee (1920–2002), zpěvačka, skladatelka, herečka
- Janet Leigh (1927–2004), herečka,známá především z filmu Psycho

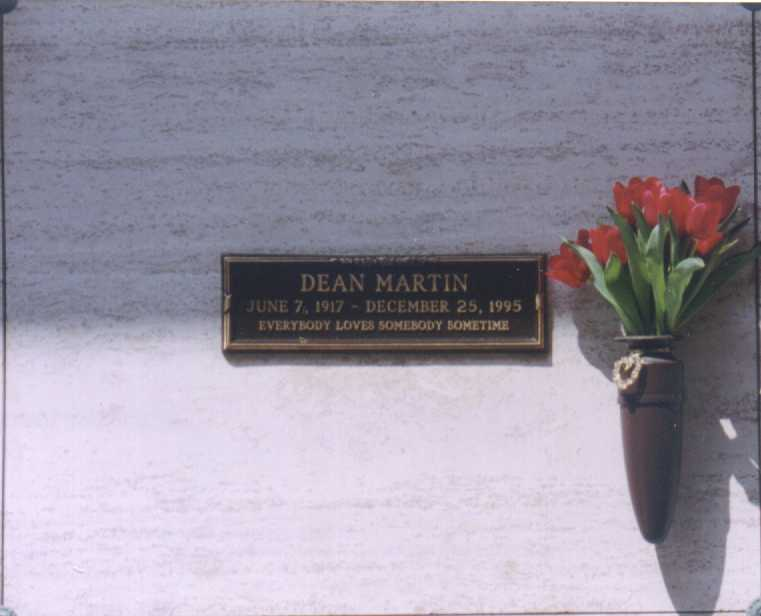
Krypta Deana Martina

- Jack Lemmon (1925–2001), herec

## M
- Karl Malden (1912–2009), herec
- Dean Martin (1917–1995), herec, zpěvák
- Walter Matthau (1920–2000), herec
- Lewis Milestone (1895–1980), filmový režisér
- Marilyn Monroe (1926–1962), herečka, zpěvačka, modelka

## O
- Roy Orbison (1936–1988), zpěvák; neoznačený hrob

## P
- Bettie Page (1923–2008), modelka
- Gregor Piatigorsky (1903–1976), cellista

## R
- Donna Reedová (1921–1986), herečka
- Buddy Rich (1917–1987), bubeník , kapelník
- Minnie Riperton (1947–1979), zpěvačka

## S
- George C. Scott (1927–1999), herec; neoznačený hrob
- Sidney Sheldon (1917–2007), spisovatel
- Josef von Sternberg (1894–1969), filmový režisér
- Dorothy Stratten (1960–1980), modelka, Playboy Playmate, zavražděna svým manželem
- Jennifer Syme 1972–2001), herečka, zemřela během autonehody

## W
- Billy Wilder (1906–2002), filmový režisér
- Carl Wilson (1946–1998), zpěvák
- Natalie Wood (1938–1981), herečka

## Y
- Edward Yang (1947–2007), filmový tvůrce

## Z
- Darryl F. Zanuck (1902–1979), šéf společnosti 20th Century Fox - filmová studia
- Frank Zappa (1940–1993), hudebník, satirik, frontman The Mothers of Invention; neoznačený hrob